# Hendon Central (Metropolitano de Londres)
Hendon Central é uma estação do Metrô de Londres no noroeste de Londres na A41. Fica no ramal de Edgware da linha Northern, entre as estações Colindale e Brent Cross, e está na fronteira entre Zona 3 e Zona 4 do Travelcard. Seu código postal é NW4 2TE. Foi inaugurada junto com a estação de metrô Brent Cross (então chamada Brent) em 19 de novembro de 1923 como a primeira etapa de uma extensão do ramal Golders Green da Charing Cross, Euston and Hampstead Railway.

## História
Hendon Central, como todas as estações ao norte de Golders Green, é uma estação de superfície (embora os trilhos entrem em túneis gêmeos a uma curta distância mais ao norte no caminho para Colindale). Quando foi construído, ficava "em uma glória solitária entre campos", como disse um escritor, ao sul da antiga vila de Hendon, que desde então foi engolida pelos subúrbios de Londres. A estação é um edifício listado como Grade II, projetado em estilo neogeorgiano por Stanley Heaps.
O fato da área ser em grande parte subdesenvolvida permitiu um grau de coordenação até então invulgar entre a estação e os edifícios circundantes que foram construídos ao longo dos anos seguintes. Durante muitos anos esta foi uma rotunda conhecida como 'Circo Central'; no entanto, agora é uma encruzilhada controlada por semáforos. Escrevendo em 1932, William Passingham comentou a abordagem integrada adotada em Hendon Central como "um excelente exemplo de coordenação do planejamento rodoviário com os requisitos das estações de passageiros". Ele observou, apenas nove anos após a inauguração da estação, que ela já havia se tornado o centro de um "aglomerado cada vez maior de novas casas" e previu com precisão que se tornaria "o centro de [um] pequeno município", ou o que seria agora ser chamado de subúrbio.

## Conexões
As rotas 83, 113, 143, 186, 324 e 326 dos ônibus de Londres e a rota noturna N113 servem a estação.